# Przyleciały gawrony

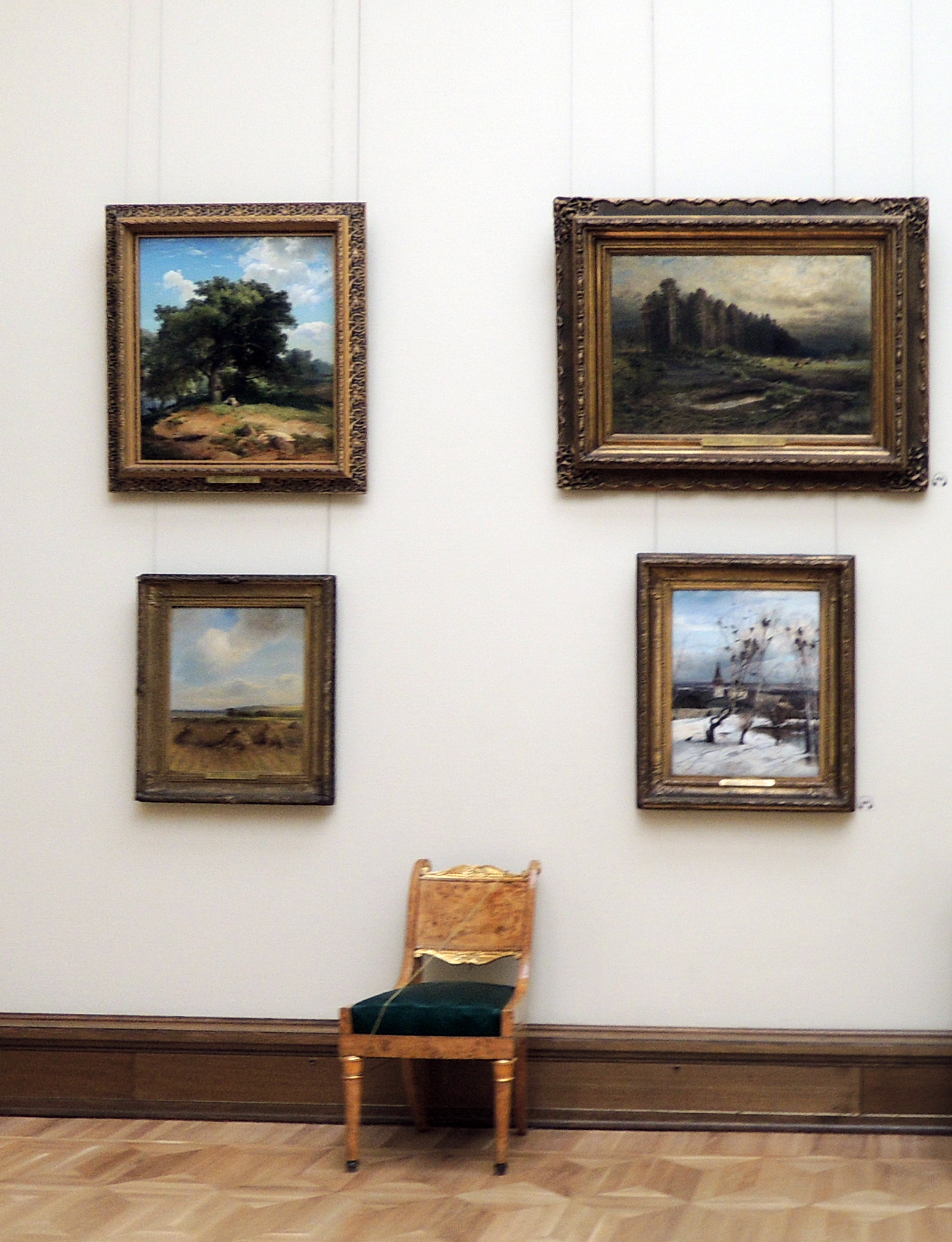
Obraz na ekspozycji stałej w Galerii Tretiakowskiej

Przyleciały gawrony (ros. Грачи прилетели) – obraz olejny namalowany przez rosyjskiego malarza Aleksieja Sawrasowa w 1871, znajdujący się w zbiorach Galerii Tretiakowskiej w Moskwie.

## Okoliczności powstania obrazu
Pod koniec 1870 Aleksiej Sawrasow uzyskał (najprawdopodobniej od Pawła Trietjakowa) zamówienie na wykonanie serii rysunków i obrazów przedstawiających pejzaże nadwołżańskie zimą. Malarz udał się wówczas z rodziną do Jarosławia. Tam ciężko zachorowała jego żona, zaś nowo narodzona córka zmarła. Pod wpływem osobistej tragedii Sawrasow rozpoczął intensywną pracę artystyczną. Wśród namalowanych w tym okresie (1870–1871) pejzaży i szkiców znajdują się pierwsze szkice do przyszłego obrazu Przyleciały gawrony. Mając już gotowy zamysł kompozycji, malarz udał się do wsi Mołwitino (dzisiejsze Susanino), gdzie przygotował kolejną serię szkiców. Prace nad obrazem zakończył już w swojej pracowni w Moskwie. W końcu 1871 gotowe dzieło zostało wystawione na I wystawie Pieriedwiżników.

## Opis i wymowa obrazu
Obraz w realistyczny sposób ukazuje rosyjski pejzaż wiejski w czasie przedwiośnia. Na pierwszym planie, z pokrytej jeszcze brudnym, topniejącym śniegiem ziemi wyrasta grupa brzóz otaczających niewielkie jezioro. Nad nim rosną niskie wierzby. Na gałęziach brzóz widoczne są tytułowe gawrony, latające wokół założonych na drzewach gniazd. Na dalszym planie autor umieścił krajobraz wsi Mołwitino z drewnianymi chłopskimi domami oraz murowaną cerkwią wzniesioną w stylu typowym dla regionu jarosławskiego. Tło obrazu tworzą pola w czasie roztopów. Łącząc obraz budzącej się wiosną do życia natury z krajobrazem rosyjskiej wsi Sawrasow pragnął podkreślić funkcjonującą jego zdaniem jedność między rosyjską kulturą ludową a naturalnym cyklem przyrody. Tryb życia zgodny z naturą malarz uważał za najkorzystniejszy dla człowieka.

## Recepcja
Obraz zrobił ogromne wrażenie na odwiedzających I wystawę Pieriedwiżników. Iwan Kramskoj uznał go za najlepsze dzieło wśród wystawionych eksponatów i za jedyny obraz na wystawie, który ukazał prawdę o „duszy rosyjskiej”. Mimo przedstawienia przez autora typowego dla kraju pejzażu, niczym niewyróżniającego się spośród wielu podobnych miejsc, współcześni twórcy uznali obraz za niezwykle nowatorski tematycznie. Atmosferę obrazów Sawrasowa porównywano z charakterem twórczości muzycznej Michaiła Glinki, Nikołaja Rimskiego-Korsakowa i Piotra Czajkowskiego.